# 王晓菁
王晓菁（1992年5月3日—），安徽省合肥市人，是一名中国女子射击运动员，主攻飞碟项目。

## 战绩
王晓菁于2004年开始从事体育运动，一开始练习的是手球，2006年，她进入解放军队，改练射击飞碟项目。2017年，她开始在国内国际赛场上取得一定成绩，5月，她在射击世界杯塞浦路斯站中，以50个碟靶45中的成绩打破了世界纪录，获得不定向飞碟金牌。同年7月，她联同于小凯在全国运动会中获得银牌。2018年，她先后征战亚洲运动会和世界射击锦标赛，在亚运中，她搭档杜宇在亚运新设立的混合团体不定向飞靶项目中获得铜牌。亚运后不久，她又在射击世锦赛上摘得女子不定向飞靶银牌。
2021年3月，国家飞碟射击队东京奥运会最终队伍第四场国内选拔赛完成，她获得参加东京奥运会的名额。7月29日，2021年东京奥运会女子多向飞碟资格赛中，王晓菁125靶打出117中，排名第11位，无缘决赛。